# Whiskey sour
Whiskey sour är en drink bestående av whiskey, citronjuice och socker. Whiskyn är antingen bourbon, amerikansk blended eller rågwhiskey. Äggvita kan tillsättas för att ge skum på toppen av drinken, och kallas då Boston sour. En annan variant av Whiskey sour är att även tillsätta apelsinjuice, och kallas då California sour.
Whiskey sour har utvecklats under slutet av 1800-talet från drinken Whiskey Crusta, som finns beskriven i Jerry Thomas bok How to Mix Drinks från 1862.